# Coke (calciatore)
Jorge Andújar Moreno, noto semplicemente come Coke (Madrid, 26 aprile 1987), è un ex calciatore spagnolo, di ruolo difensore.

## Caratteristiche tecniche
È un terzino (destro naturale), molto abile sulla fascia e nelle coperture difensive, inoltre è dotato di buon tiro dalla distanza.

## Carriera

### Club
È cresciuto calcisticamente nelle giovanili del Rayo Vallecano, per poi passare in prima squadra. Il 6 giugno 2011 firma un contratto quadriennale con il Siviglia, club con il quale - dopo aver vinto l'Europa League 2013-2014 - rinnova nell'estate 2014 per altri quattro anni il contratto. Il 18 maggio 2016 realizza una doppietta decisiva nella finale di Europa League 2015-2016, terminata 3-1 contro il Liverpool, vincendo per la terza volta consecutiva il trofeo. Il 31 luglio 2016 lascia il Siviglia dopo cinque stagioni e firma con lo Schalke 04.

## Statistiche

### Presenze e reti nei club
Statistiche aggiornate al 23 maggio 2016.
| Stagione              | Squadra               | Campionato            | Campionato | Campionato | Coppe nazionali | Coppe nazionali | Coppe nazionali | Coppe continentali | Coppe continentali | Coppe continentali | Altre coppe | Altre coppe | Altre coppe | Totale | Totale |
| Stagione              | Squadra               | Comp                  | Pres       | Reti       | Comp            | Pres            | Reti            | Comp               | Pres               | Reti               | Comp        | Pres        | Reti        | Pres   | Reti   |
| --------------------- | --------------------- | --------------------- | ---------- | ---------- | --------------- | --------------- | --------------- | ------------------ | ------------------ | ------------------ | ----------- | ----------- | ----------- | ------ | ------ |
| 2005-2006             | Rayo Vallecano        | SDB                   | 26         | 2          | CR              | 3               | 0               | -                  | -                  | -                  | -           | -           | -           | 29     | 2      |
| 2006-2007             | Rayo Vallecano        | SDB                   | 34+4       | 2          | CR              | 5               | 0               | -                  | -                  | -                  | -           | -           | -           | 43     | 2      |
| 2007-2008             | Rayo Vallecano        | SDB                   | 14+3       | 1          | CR              | 2               | 0               | -                  | -                  | -                  | -           | -           | -           | 19     | 1      |
| 2008-2009             | Rayo Vallecano        | SD                    | 33         | 3          | CR              | 3               | 1               | -                  | -                  | -                  | -           | -           | -           | 34     | 3      |
| 2009-2010             | Rayo Vallecano        | SD                    | 35         | 7          | CR              | 3               | 0               | -                  | -                  | -                  | -           | -           | -           | 38     | 7      |
| 2010-2011             | Rayo Vallecano        | SD                    | 38         | 5          | CR              | 1               | 1               |                    | -                  | -                  | -           | -           | -           | 39     | 6      |
| Totale Rayo Vallecano | Totale Rayo Vallecano | Totale Rayo Vallecano | 180+7      | 20         |                 | 17              | 2               |                    | -                  | -                  |             | -           | -           | 204    | 22     |
| 2011-2012             | Siviglia              | PD                    | 28         | 0          | CR              | 2               | 0               | UEL                | 2                  | 0                  | -           | -           | -           | 32     | 0      |
| 2012-2013             | Siviglia              | PD                    | 21         | 3          | CR              | 6               | 0               | -                  | -                  | -                  | -           | -           | -           | 27     | 3      |
| 2013-2014             | Siviglia              | PD                    | 25         | 3          | CR              | 1               | 0               | UEL                | 10+2               | 2                  | -           | -           | -           | 38     | 5      |
| 2014-2015             | Siviglia              | PD                    | 22         | 2          | CR              | 3               | 0               | UEL                | 8                  | 0                  | SU          | 1           | 0           | 34     | 2      |
| 2015-2016             | Siviglia              | PD                    | 21         | 1          | CR              | 7               | 2               | UCL+UEL            | 6+7                | 0+2                | SU          | 1           | 0           | 43     | 5      |
| Totale Siviglia       | Totale Siviglia       | Totale Siviglia       | 117        | 9          |                 | 19              | 2               |                    | 35                 | 4                  |             | 2           | 0           | 173    | 15     |
| 2016-2017             | Schalke 04            | BL                    | 8          | 1          | CG              | 0               | 0               | UEL                | 0                  | 0                  | -           | -           | -           | 8      | 1      |
| 2017-gen. 2018        | Schalke 04            | BL                    | 1          | 0          | CG              | 1               | 0               | -                  | -                  | -                  | -           | -           | -           | 2      | 0      |
| Totale Schalke 04     | Totale Schalke 04     | Totale Schalke 04     | 9          | 1          |                 | 1               | 0               |                    | 0                  | 0                  |             | -           | -           | 10     | 1      |
| gen.-giu. 2018        | Levante               | PD                    | 17         | 3          | CR              | 1               | 0               | -                  | -                  | -                  | -           | -           | -           | 18     | 3      |
| 2018-2019             | Levante               | PD                    | 27         | 4          | CR              | 3               | 1               | -                  | -                  | -                  | -           | -           | -           | 30     | 5      |
| 2019-2020             | Levante               | PD                    | 17         | 1          | CR              | 3               | 2               | -                  | -                  | -                  | -           | -           | -           | 20     | 3      |
| 2020-2021             | Levante               | PD                    | 17         | 0          | CR              | 7               | 2               | -                  | -                  | -                  | -           | -           | -           | 24     | 2      |
| 2021-2022             | Levante               | PD                    | 6          | 1          | CR              | 2               | 0               | -                  | -                  | -                  | -           | -           | -           | 8      | 1      |
| Totale Levante        | Totale Levante        | Totale Levante        | 84         | 9          |                 | 16              | 5               |                    | -                  | -                  |             | -           | -           | 100    | 14     |
| 2022-2023             | Ibiza                 | SD                    | 23         | 2          | CR              | 1               | 0               | -                  | -                  | -                  | -           | -           | -           | 24     | 2      |
| 2023-2024             | Atlético Sanluqueño   | RFEF                  | 29         | 1          | CR              | 0               | 0               | -                  | -                  | -                  | -           | -           | -           | 29     | 1      |
| Totale carriera       | Totale carriera       | Totale carriera       | 449        | 42         |                 | 54              | 9               |                    | 35                 | 4                  |             | 2           | 0           | 540    | 55     |

## Palmarès

### Club

#### Competizioni internazionali
- UEFA Europa League: 3

Siviglia: 2013-2014, 2014-2015, 2015-2016